# Bitwa pod Suchymi Krutami
Bitwa pod Suchymi Krutami (niem. Dürnkrut, cz. Suché Kruty, leżące w dzisiejszej Austrii (na północny wschód od Wiednia, 30 km na płd. od Brzecławia, nad Morawą) – starcie zbrojne, do którego doszło w godzinach popołudniowych 26 sierpnia 1278 r. między wojskami króla niemieckiego Rudolfa I Habsburga i pretendenta Przemysła Ottokara II, króla Czech.
Ottokar poniósł klęskę i zginął w czasie bitwy. Efektem klęski było umocnienie domu Habsburgów, którzy przejęli zagarniętą przez Przemyślidów schedę po wygasłej dynastii Babenbergów: Austrię, Styrię i Karyntię.
W bitwie po stronie czeskiej wystąpiły oddziały książąt z dzielnic polskich. Posiłki polskie stanowiły około 1/3 wojsk Ottokara.

## Wprowadzenie
Po upadku dynastii Staufów Ottokar II król Czech zamierzał wykorzystać zaistniałą szansę do objęcia sukcesji Babenbergów i zdobycia tronu niemieckiego dla Przemyślidów. Po wyborze Rudolfa I Habsburga na króla rzymskiego, władca zażądał od Ottokara zwrotu dziedzictwa Babenbergów, księstwa Austrii, Karyntii i Styrii. Ottokar odrzucił jednak żądania króla, co stało się przyczyną wojny o tron.

## Kulisy bitwy
Krótko po śmierci księcia Fryderyka II z rodu Babenbergów, rozpoczęła się walka o tereny Babenbergów. Ottokar II zamierzał przejąć olbrzymie posiadłości. Po decydującym zwycięstwie nad węgierskim królem Belą IV, cel ten stawał się bardziej realny. Zwycięstwo to, jak również podporządkowanie sobie większości szlachty umożliwiło w końcu Ottokarowi II zdobycie księstw Austrii, Styrii oraz Karyntii. Polityka Przemyslidów uprzywilejowywała głównie mieszczan oraz niższą szlachtę co w krótkim czasie wywołało niezadowolenie wyższej szlachty. Dnia 29 września 1273 r. siedmiu elektorów wybrało na swojego monarchę wówczas niezupełnie jeszcze znanego Rudolfa I Habsburga. Elektorzy spodziewali się słabego politycznie króla, reprezentującego ich władzę. Ottokar II, energicznie ubiegający się o tron, nie uznał wyboru Rudolfa, co byłoby równoznaczne ze zwrotem wszystkich zdobytych przez niego ziem. Ottokar odmówił też trzykrotnie udziału w niemieckim Reichstagu i spotkania z królem.
Podczas gdy Ottokar prowadził swoją bezkompromisową politykę, latem 1276 r. armia Rudolfa I przebywała wraz z wojskami Władysława IV króla Węgier w okolicy Wiednia. Alians ten zmusił Ottokara II do formalnego uznania Rudolfa I jako króla Niemiec oraz zwrotu Austrii, Karyntii oraz Styrii. Dodatkowo Ottokar stał się lennikiem Rudolfa I w Czechach i na Morawach.
Zaakceptowane przez Ottokara II warunki okazały się krótkotrwałe. W roku 1278 król Czech pomaszerował ponownie w okolice Wiednia, gdzie dnia 26 sierpnia napotkał sprzymierzoną armię Rudolfa i Władysława IV Węgierskiego.

## Przed bitwą
W roku 1276 Ottokar II pozyskał do swojej polityki nowych sojuszników. Pomoc uzyskał m.in. od księcia Dolnej Bawarii, margrabiów Brandenburgii i książąt śląskich. Swoją pozycję wzmocnił też bliską znajomością z biskupem Kolonii, co zapewniło mu neutralność Kościoła. W związku z tym Ottokar nie zabiegał znacząco o pomoc Węgrów, opierając się na sile śląskich oddziałów.
Plan operacyjny Ottokara zakładał jak najdłuższe powstrzymywanie pochodu wojsk Rudolfa przez siły Zygfryda, księcia Dolnej Bawarii. Ottokar II tymczasem dnia 15 lipca pomaszerował do Austrii. Ponieważ jednak nie dysponował jeszcze całością armii, która się dopiero zbierała, władca Czech zrezygnował z pierwotnego planu jakim był marsz na Wiedeń. W tej sytuacji wojska Ottokara rozpoczęły oblężenie twierdzy Drosendorf, którą zdobyto po 16 dniach. Rudolf tymczasem zdecydował się zająć Wiedeń, po czym nakazał swoim sprzymierzeńcom zebrać całe siły w okolicy rzeki Morawy (koło Stillfried). Mimo trudności, wojska Rudolfa dotarły na miejsce w dużej liczbie, zakładając obóz pod Marchfeld. Szczególnie ważną rolę odgrywali Kumanowie węgierscy, którzy przybyli na miejsce z królem Władysławem IV. Węgrzy niepostrzeżenie przekroczyli Dunaj, po czym połączyli się z głównymi siłami Rudolfa. Zaskoczony tą sytuacją Ottokar zwinął oblężenie miejscowości Laa nad rzeką Dyją (18 sierpnia), po czym pomaszerował na spotkanie przeciwnika. Dnia 23 sierpnia Rudolf nakazał przeniesienie obozu w nowe miejsce w okolicy Suchych Krutów, gdzie ustawił swoje wojska.

## Bitwa
Łącznie stojące naprzeciwko siebie armie liczyły po około 30 000 ludzi na koniach. Piechota obu stron strzegła natomiast obozu.
Król niemiecki Rudolf I ustawił swoje siły w dwóch grupach po trzy szeregi. W każdej z nich znalazło się około 1500 rycerzy, z czego ciężkozbrojna jazda rycerska stanęła na samym tyle.
W skład armii Rudolfa wchodzili lekko- i ciężkozbrojni rycerze z Austrii, Styrii, Karyntii, Krainy, Salzburga, Norymbergi, Szwabii, Bryzgowii, Alzacji i Szwajcarii oraz rycerze z Węgier (król Władysław IV Kumańczyk) i kumańscy łucznicy.
Podobnie ustawił swoje wojska król czeski Ottokar II, jednak grupy tworzyło po 2000 rycerzy, a ciężkozbrojni ustawieni zostali w pierwszym i drugim szeregu. W skład armii Ottokara wchodziły wojska z Czech, Moraw, Śląska, Polski, Miśni, Turyngii, Brandenburgii i Bawarii. W oddziałach książąt śląskich byli rycerze książąt Władysława I opolskiego, Henryka III głogowskiego i Henryka IV Probusa wrocławskiego oraz najemni polscy rycerze (Polonii conductitii) Przemysła II wielkopolskiego, Bolesława kaliskiego, Leszka sieradzkiego i Boleslawa V krakowskiego.
W skład armii króla czeskiego Przemysła Ottokara II, u boku którego walczył jego syn, książę Mikołaj I opawski, wchodziły oddziały z:
- Czech – Burkhard von Klingenberg

- Moraw – Milota z Dědic

- Miśni – Heinrich von Meißen

- Turyngii –

- Brandenburgii – margrabia brandenburski Otto IV ze Strzałą (Otto IV. "mit dem Pfeil", aus dem Haus der Askanier)

- Bawarii – książę dolnobawarski Henryk I von Wittelsbach (Heinrich XIII. Wittelsbach, als Heinrich I. Herzog von Niederbayern)
- Polski – rycerze i łucznicy książąt wielko- i małopolskich – Bolesława Pobożnego gnieźnieńsko-kaliskiego, Przemysła II poznańskiego, Leszka Czarnego sieradzkiego i Bolesława Wstydliwego krakowskiego, rycerze górnośląscy księcia Władysława I opolskiego (prawdopodobny udział jego synów, Kazimierza i Bolka), dolnośląscy – Henryka IV wrocławskiego, Przemka I ścinawskiego, Henryka III głogowskiego.

- Pomorza – wojowie księcia Barnima I ("dux Slavorum et Cassubie").

W skład armii króla niemieckiego Rudolfa I Habsburga i króla węgierskiego Władysława IV Kumańczyka (IV. Kun László) wchodzili rycerze i knechci z:
- Austrii – Otto II. von Haslau

- Styrii – Heinrich Graf von Pfannberg

- Karyntii, Krainy, Salzburga, Norymbergi, Szwabii, Bryzgowii, Alzacji i Szwajcarii,

- oraz rycerze z Królestwa Węgier:

- palatyn węgierski, wojewoda siedmiogrodzki, ban chorwacki Mateusz Czak (nádor, erdélyi vajda, szlavón bán Csák nembeli II. Máté, I. Máté fia)

- komes Stefan Gutkeled, syn bana chorwackiego (országbíró Gutkeled István, nádor István fia)

- komes Amadeus Aba, syn Dawida (országbíró Aba Amadé, Dávid fia), pochodzenia chazarskiego

- i kumańscy łucznicy,

- a także tajny odwód (300 rycerzy, w tym 60 ciężkozbrojnych) – Ulrich von Kapellen, Konrad von Summerau – z Górnej Austrii.

Bitwę rozpoczęli Kumanowie, rozpoznaniem terenu i sił przeciwnika. Dzięki uzyskanym od nich informacjom, Rudolf ukrył swój odwód (rezerwowy oddział wojska) na prawej flance Ottokara, w rejonie zalesionym. Trzeci szereg składający się z najcięższego rycerstwa ustawiony został w znacznym oddaleniu i był niewidoczny dla Ottokara. W XIII wieku tego typu pułapka uchodziła za postępowanie niechrześcijańskie i niegodne rycerza. Nikt też nie chciał podjąć się przygotowania pułapki. Dopiero po wielu naciskach Ulrich von Kapellen objął dowództwo nad ukrytymi 300 rycerzami, z tego 60 ciężkozbrojnymi rycerzami z Górnej Austrii.
Rankiem dnia 26 sierpnia 1278 r. obie armie uderzyły na siebie. Wykorzystując przewagę liczebną w ciężkozbrojnym rycerstwie (6500 ludzi), królowi Czech udało się szybko rozbić lekką i ciężką kawalerię (4500 ludzi) Habsburgów. Armia Rudolfa rekrutująca się ze Styrii, Karyntii, Norymbergi, Szwabii, Alzacji i Szwajcarii znalazła się w ciężkim położeniu.
Po stronie Habsburgów pierwszy większy sukces odniosło około 4000 konnych łuczników kumańskich Władysława IV, którzy galopując przed głównymi siłami Rudolfa, ostrzeliwali przeciwnika. Równocześnie Kumanowie chronili obie flanki Habsburgów. Zaatakowali też prawe skrzydło Ottokara składające się z ciężkiej jazdy, która nie była w stanie dogonić szybkiej i lekkiej jazdy węgierskiej. W atakach tych zginęło kilkuset rycerzy Ottokara, głównie na skutek ostrzału z łuków.
W starciu dwóch armii tymczasem szala zwycięstwa przesunęła się wyraźnie na stronę króla Czech. Ciężkozbrojni rozbili lekką jazdę i byli bliscy sukcesu gdy koń 60-letniego Rudolfa runął na ziemię przeszyty lancą. Króla uratował Heinrich Walter von Ramschwag, który ochronił upadającego władcę i kontynuował walkę.
Walka trwała już 3 godziny i przyniosła siłom Ottokara wielkie straty. Ciężkie uzbrojenie stało się przeszkodą w prowadzeniu długiej walki. W tej sytuacji Rudolf nakazał ukrytym wcześniej rycerzom włączenie się do walki. Ostatni, wypoczęty szyk ciężkozbrojnych zadał wojskom Ottokara miażdżącą klęskę. Wielu otoczonych rycerzy króla Czech zeszło z koni i stało bezbronnych na placu boju, zgodnie z zasadami rycerskimi oczekując na niewolę. Ukryci na prawym skrzydle rycerze pod wodzą Ulricha von Kapellena wbili się klinem we wrogą armię. Ottokar widząc zagrożenie nakazał stojącym w rezerwie oddziałom atak. Niewielkie siły odwodowe próbowały uderzyć na tyły rycerzy Ulricha von Kapellena, atak ten został jednak odparty i zmusił atakujących do ucieczki. W tej beznadziejnej sytuacji armia króla Czech wpadła w panikę co uniemożliwiło jej uporządkowany odwrót. Uciekający rycerze starali się przepłynąć rzekę Morawę, wielu jednak utonęło, a licznych dopadli Kumanowie. Na placu boju padło 12 000 rycerzy, w tym Ottokar, splądrowano także obóz czeski.
Bitwa pod Suchymi Krutami zaliczana jest do największych bitew średniowiecznych. Na przestrzeni czterech kilometrów starło się ze sobą kilkadziesiąt tysięcy rycerzy.

## Po bitwie
Austria
Chcąc rozwiać wszelkie wątpliwości Rudolf nakazał po bitwie wystawić na widok publiczny w Wiedniu zwłoki króla Czech, które można było oglądać przez okres dwóch tygodni. W tym czasie należało uporządkować sprawy w cesarstwie i przygotować bazę przyszłego imperium. Rudolf rozpoczął też działania dyplomatyczne, wysyłając do Czech i na Morawy pismo, w którym gwarantował rodzinie zmarłego przeciwnika wolność. Poróżnił się przy tym z Kumanami, rabującymi kraj, likwidując każdy opór z ich strony. Dzięki temu król porozumiał się z wdową po Ottokarze Kunegundą co zakończyło ostatecznie konflikt. Sprzeciwił się też margrabiemu brandenburskiemu Ottonowi Długiemu, który dokonał militarnego wypadu na Czechy, docierając aż pod Kolín.
Zwycięstwo w bitwie umożliwiło Rudolfowi odzyskanie zajętych przez króla Czech terenów. Dzięki polityce przyjaznej mieszkańcom Wiednia i szlachcie okolicznych terenów, Rudolf uzyskał wystarczające wsparcie w budowie mocarstwa Habsburgów. Dnia 17 grudnia 1282 r. obaj synowie króla, Albrecht I oraz Rudolf, stali się jego oficjalnymi lennikami. Rudolf I stał się protoplastą dynastii Habsburgów w Austrii. Cesarskiej korony jednak nie otrzymał. Od roku 1278 przez następne 640 lat dynastia Habsburgów rezydować miała w Wiedniu.
Węgry
Władysław IV naciskany przez ówczesnego papieża Mikołaja III, musiał siłą zmusić swoich sprzymierzeńców Kumanów do przyjęcia wiary chrześcijańskiej, a także do odepchnięcia z dworu księżniczki kumańskiej. Z jej inicjatywy zawiązał się spisek przeciw królowi, którego w 1290 zasztyletowano w jego namiocie.
Czechy
Nowy król Czech, syn Ottokara II Wacław II popadł w kolejne konflikty z sąsiadami, m.in. z książętami Krakowa i Węgier. Jego syn Wacław III został wkrótce mianowany królem Węgier. Pozycja Wacława nie trwała jednak długo. W roku 1305 zmarł jego ojciec a rok później Wacław III, który nie zostawił po sobie potomka, co pociągnęło za sobą upadek rodu Przemyślidów.